# 대한민국 상법 제278조
대한민국 상법 제278조은 유한책임사원의 업무집행, 회사대표의 금지에 대한 상법의 조문이다. 상법 제3편 회사 제3장 합자회사에 포함되어 있으며 1962년 1년 20월 법률 제1000호로 제정되어 1963년 1월 1일에 시행되었다. 유한책임사원의 경영·대표권을 제한하는 규정으로 회사의 경영과 대표권을 무한책임사원에게만 부여하고, 유한책임사원은 출자와 이익분배에만 관여하도록 하는 구조 때문이며 본 조 전단은 임의규정으로 여겨진다.

## 조문
제278조 (유한책임사원의 업무집행, 회사대표의 금지)유한책임사원은 회사의 업무집행이나 대표행위를 하지 못한다.

第278條 (有限責任社員의 業務執行, 會社代表의 禁止)有限責任社員은 會社의 業務執行이나 代表行爲를 하지 못한다.

## 같이 보기
- 유한책임사원
- 대표이사
- 합자회사

## 참고 문헌
- 손주찬. (1986, 1). 상법 제278조의 해석론-합자회사의 유한책임사원의 업무집행. 고시계, 31(2), 108-115.
- 이종욱 (2023). 합자회사에서 유일한 무한책임사원에 대한 유한책임사원의 상법상 구제 수단 －일본 법에서의 시사를 포함하여－. 서울대학교 법학, 64(4), 137 - 196.